# Angophora costata
Angophora costata — вид рослин родини миртові.

## Назва
В англійській мові зустрічаються назви «гладкошкіра яблуня» (англ. smooth-barked apple), «рожева смола» (англ. rose gum), «рожева яблуня» (англ. rose apple) та «сіднейська червона смола» (англ. Sydney red gum).

## Будова
Це велике розлоге дерево висотою від 15 до 25 м. Зустрічаються окремі особини висотою 43 м та діаметром 241 см. Стовбур вузлуватий з корою від рожевого до сірого кольору. Деревина крихка. Г. Оукмен відзначає, що кора має здатність ніби «сповзати» на землю, утворюючи розширення біля основи дерева.
Листя темно зелені, ланцетоподібні 6-16 см довжини 2-3 ширини. Розміщенні супротивно парами на гілках.
Квіти білі, ефектні, зібрані у китиці. Квітка має 5 чашолистиків, 5 пелюсток і велику кількість довгих тичинок. Насінна коробочка 2 см довжини має форму чаші з ребрами.

## Життєвий цикл
Квітне у грудні-січні. Стара кора опадає навесні, оголюючи нову — яскраво рожеву.

## Поширення та середовище існування
Росте у тропічних лісах Квінсленду з опадами рівня 635—1520 мм.

## Практичне використання
Часто вирощують як декоративне дерево.

## Галерея

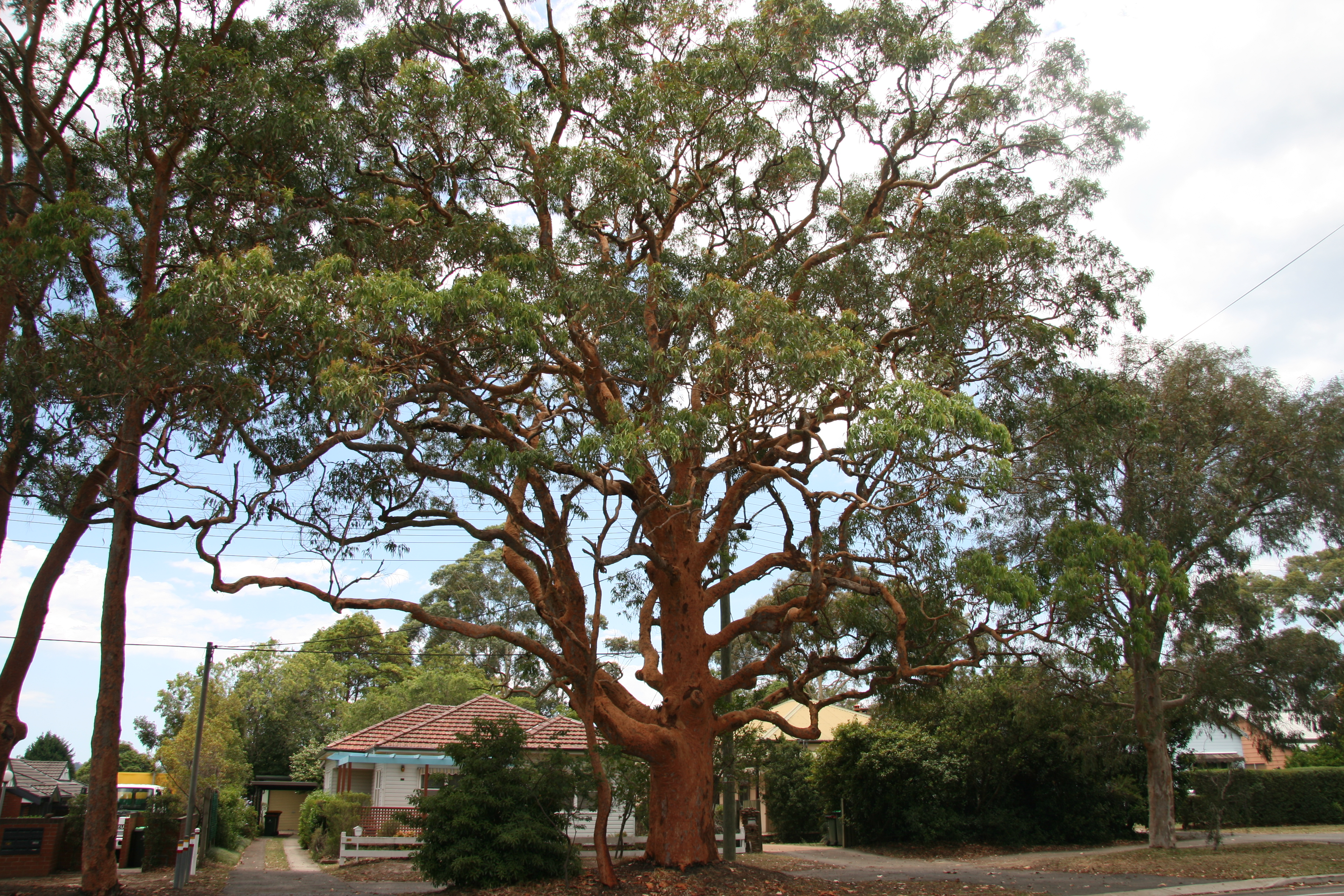
Доросле дерево
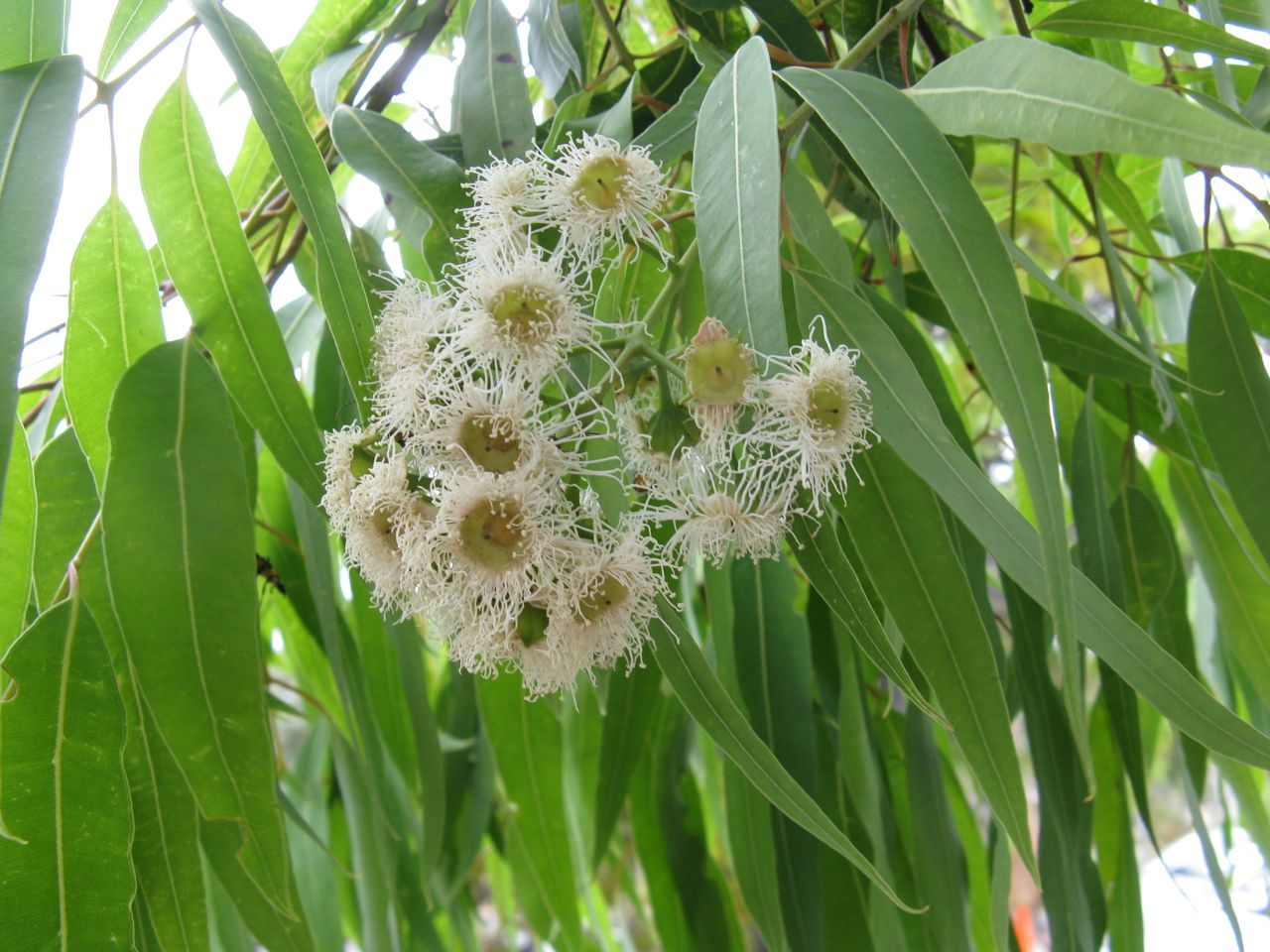
Листя та квіти
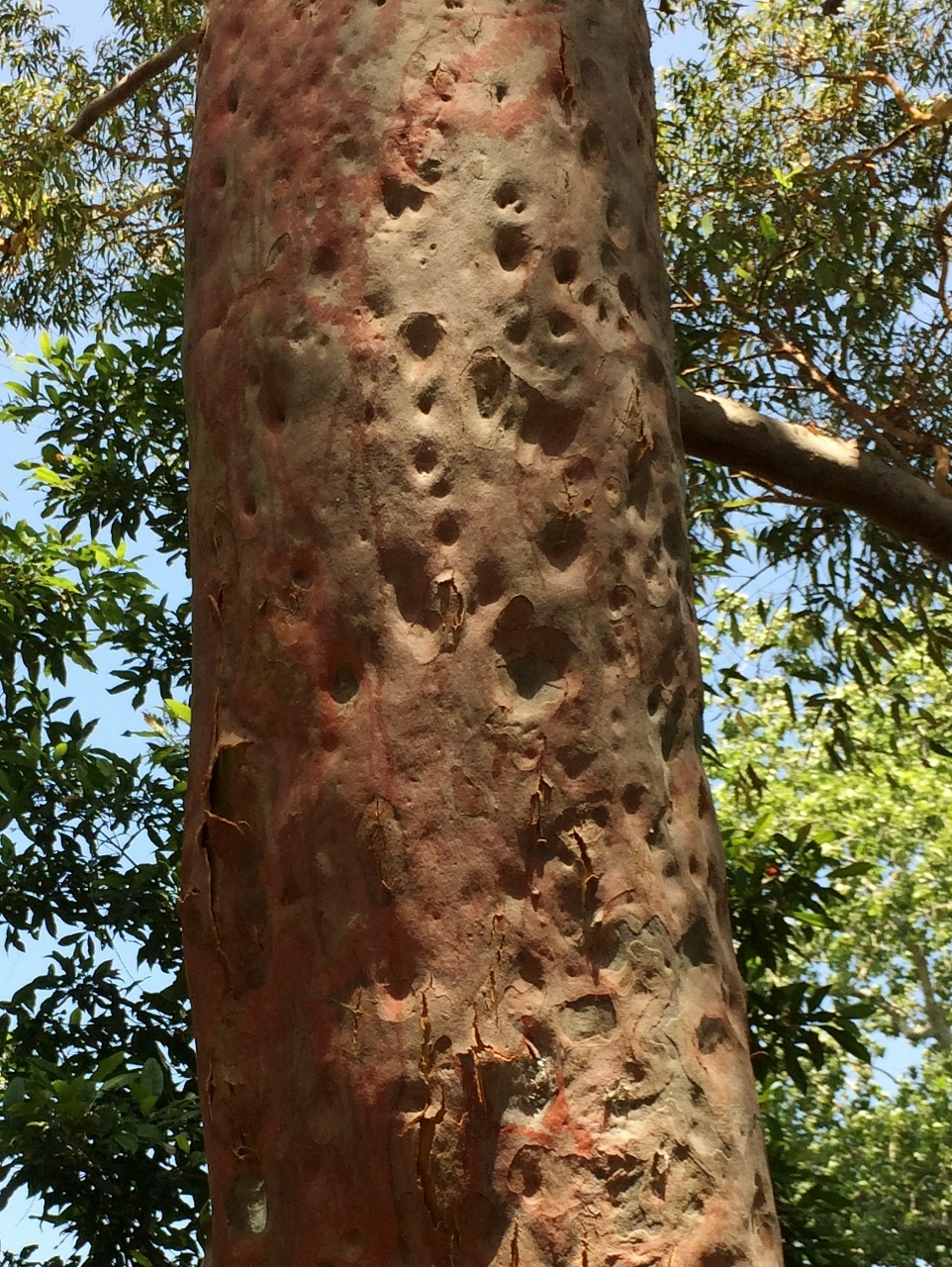
Стовбур
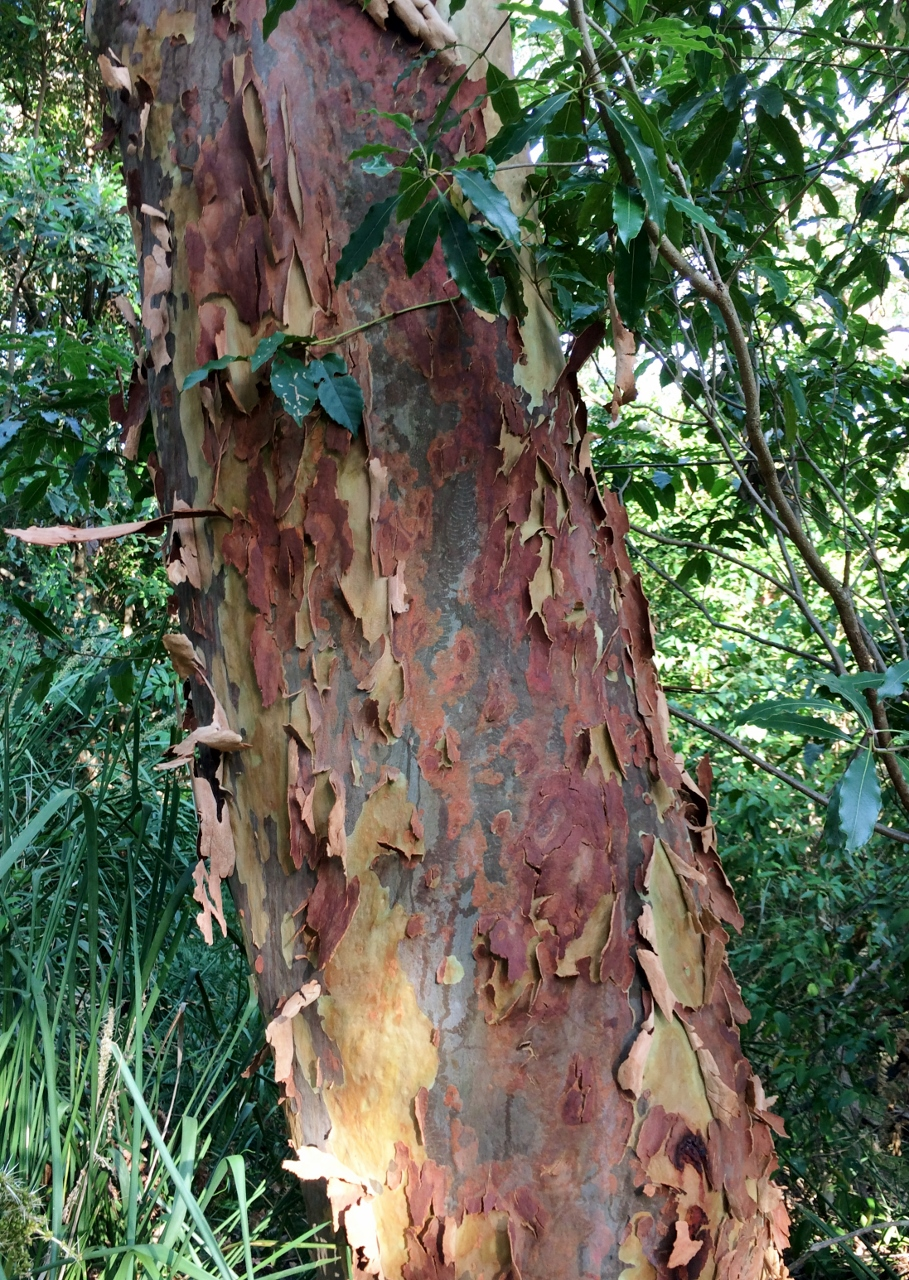
Дерево скидає кору
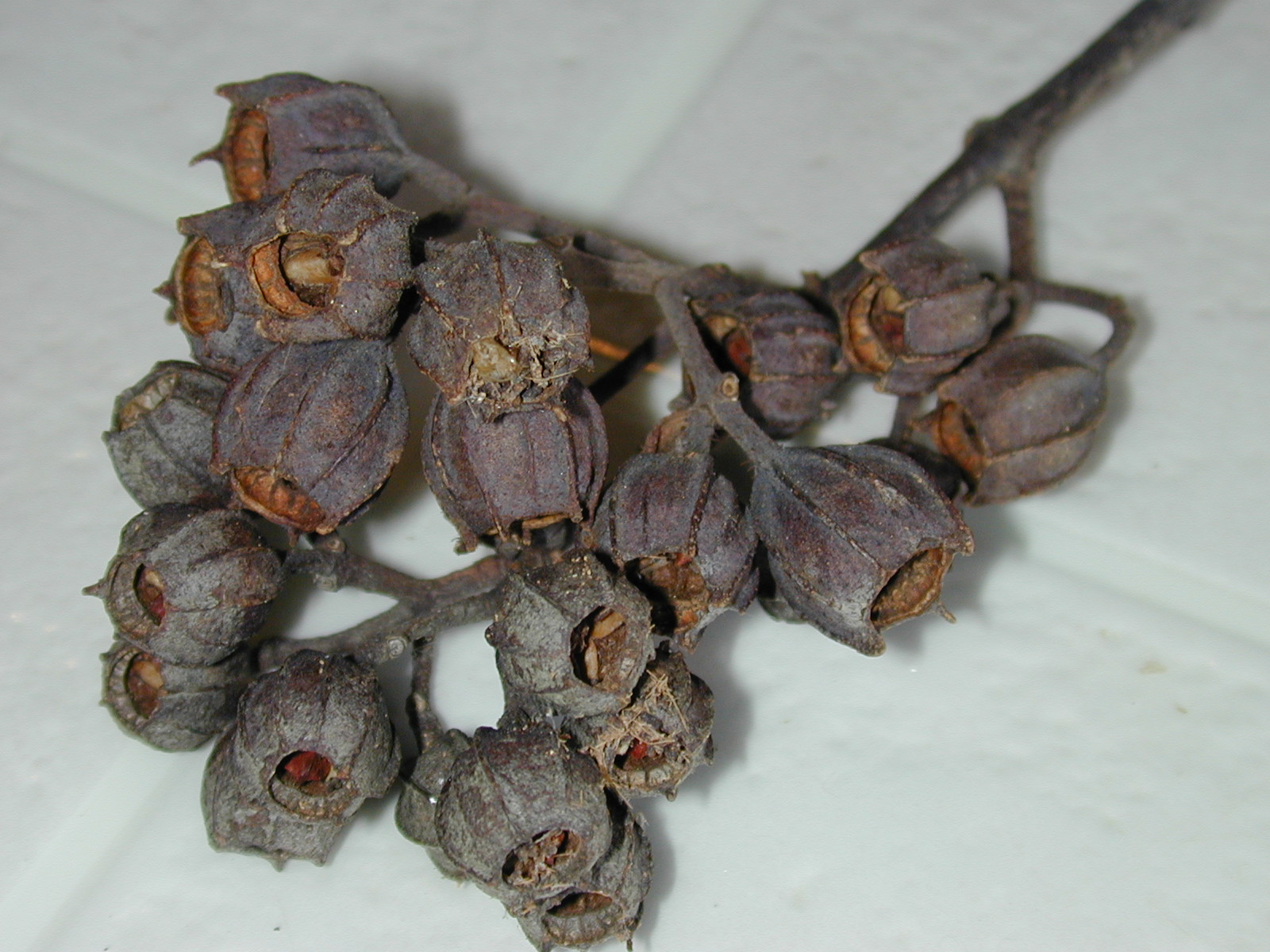
Насіння
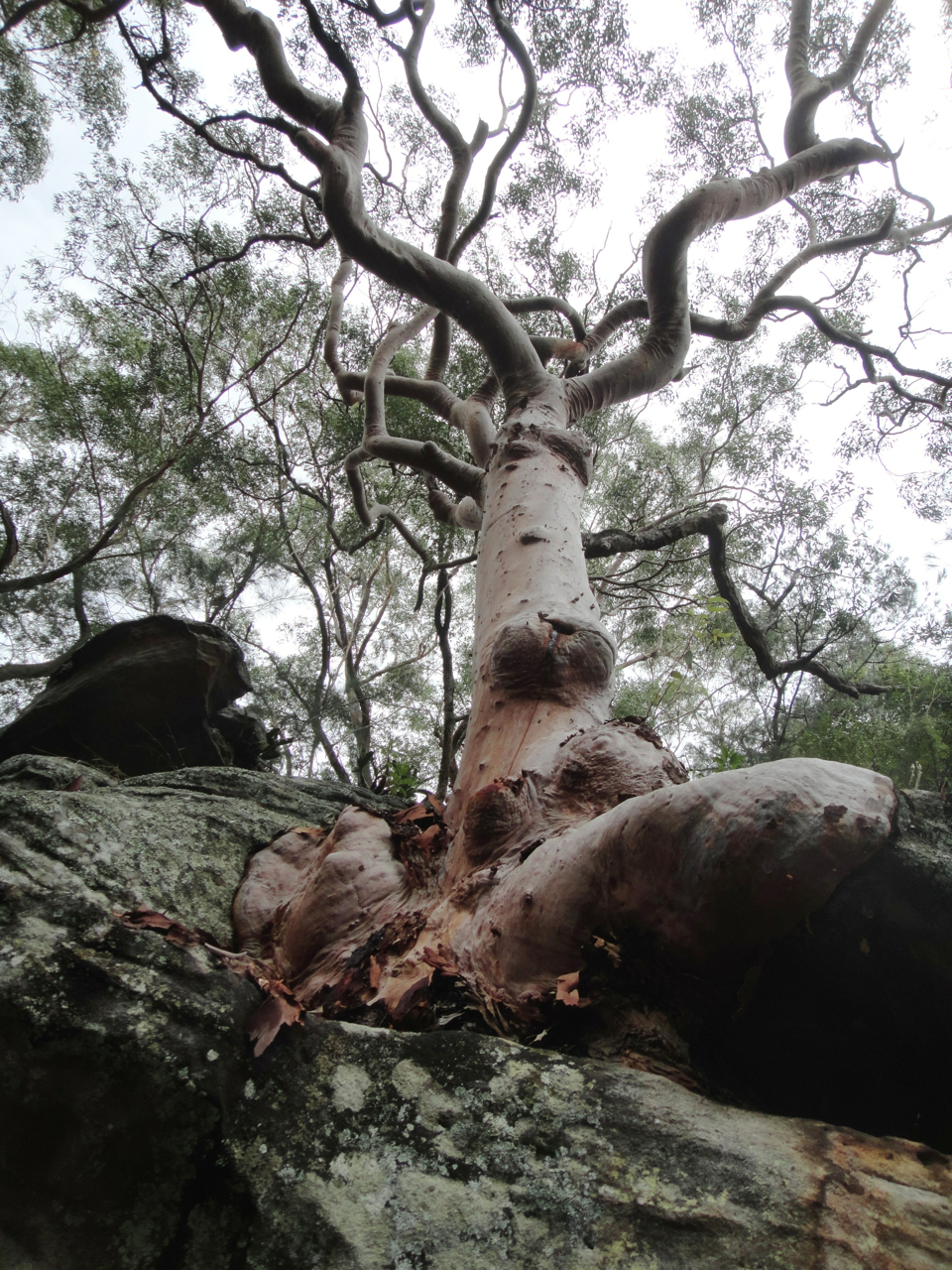
Дерево з розширенням біля основи